# Charnia
Charnia is een geslacht van uitgestorven organismen die tijdens het Laat-Ediacarium leefden. Deze levensvorm met gesegmenteerde bladachtige ribben, met afwisselende vertakkingen naar rechts en links, is vernoemd naar de vindplaats Charnwood Forest in Leicestershire, Engeland. Charnia is zo belangrijk omdat het het eerste fossiel uit het Precambrium was.

## Diversiteit
Er zijn verschillende soorten Charnia beschreven. Maar alleen het type Charnia masoni wordt als geldig beschouwd. Sommige exemplaren van Charnia masoni werden beschreven als leden van het geslacht Rangea of een afzonderlijk geslacht Glaessneria. Twee andere beschreven soorten zijn ondergebracht in twee afzonderlijke geslachten.

## Naamgeving
Charnia masoni werd voor het eerst beschreven aan de hand van het exemplaar dat gevonden is in Charnwood Forest in Engeland. Verder werden er nog exemplaren gevonden in Ediacara Hills in Australië.

## Vindplaats
Charnia masoni werd ontdekt door Roger Mason, een schooljongen die later hoogleraar petrologie werd. In 1957 waren Mason en zijn vrienden aan het rotsklimmen in Charnwood Forest, in wat nu beschermd fossielengebied is. Toen Mason een ongewoon fossiel vond, toonde hij dit aan zijn vader. De vader van Mason was leraar in de plaatselijke school en ging met het fossiel naar de plaatselijke geoloog Trevor Ford. Mason bracht Ford naar de vindplaats.
Het holotype was echter een jaar voor de ontdekking al gevonden door het meisje Tina Negus, toen 15 jaar. Maar haar aardrijkskundeleraar hield het voor onmogelijk dat er fossielen waren uit het Precambrium.

## Beschrijving
Er is weinig bekend over Charnia. Charnia was verankerd aan de zeebodem. Waarschijnlijk leefde de soort in diepe wateren ver onder de golfbasis. Charnia leefde buiten het bereik van fotosynthese en had geen duidelijk voedingsapparaat (mond, darm, enz...). Sommige speculeren dat Charnia zijn voedsel filterde uit het water of direct zijn voedsel absorbeerde. Uit onderzoek blijkt dat de soort een groeipatroon vertoonde dat in moderne tijden alleen bij dieren voor komt.

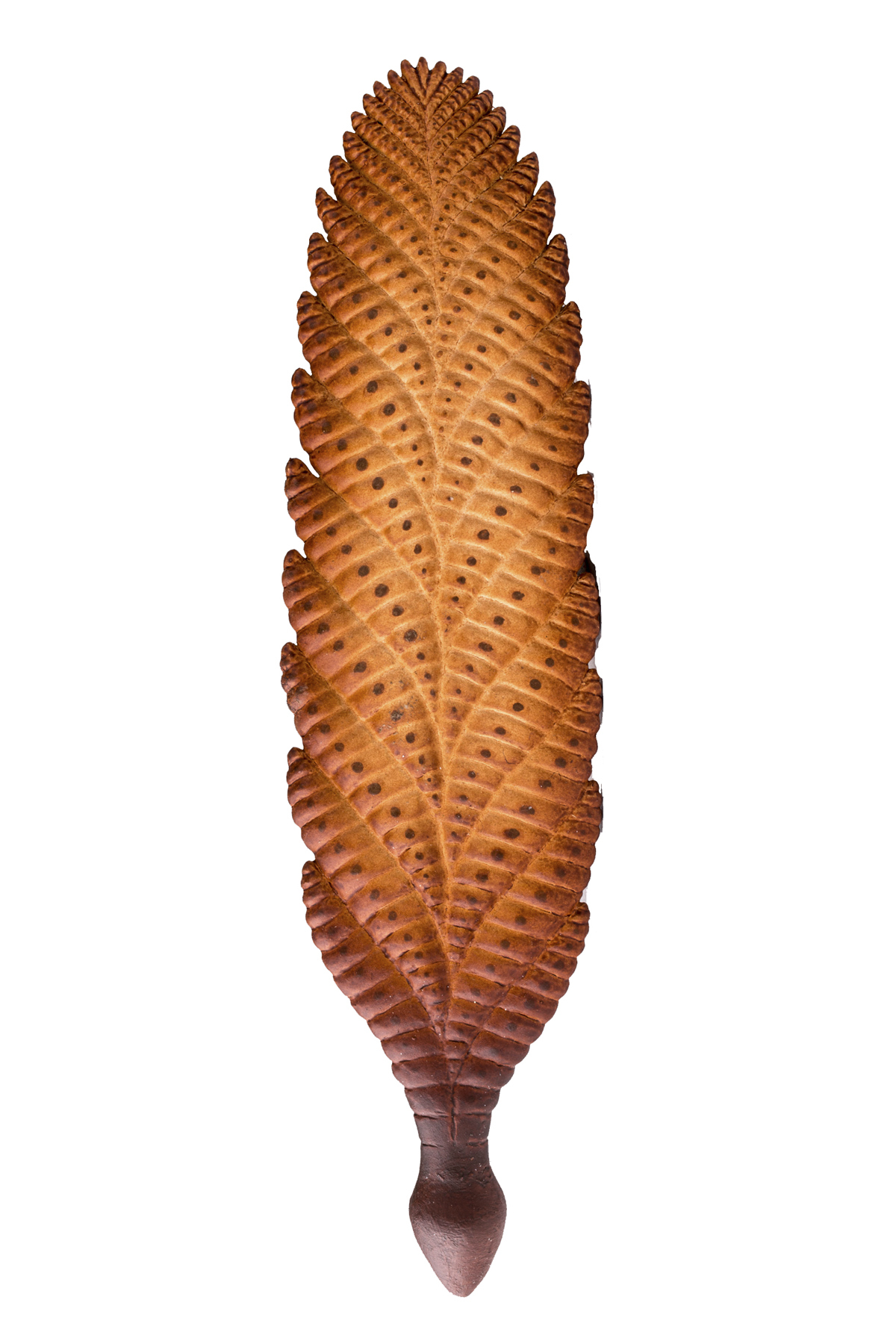
Reconstructie hoe Charnia eruitzag